# Danielle Robinson
Danielle Robinson, née le 10 mai 1989 à San José en Californie,  est une joueuse professionnelle de basket-ball de nationalité américaine.

## Biographie
Recrutée par les Sooners de l'Oklahoma à sa sortie du lycée, elle s'impose immédiatement pour être désignée Freshman of the Year de la conférence Big 12. Elle est quatre fois élue dans le meilleur cinq défensif de la conférence. Elle conclut sa carrière universitaire, ayant notamment amené son équipe au Final Four 2010, avec 2 138 points, 726 passes décisives et 309 interceptions rejoignant Nancy Lieberman et Dawn Staley, puis plus tard Courtney Vandersloot comme une des rares joueuses à cumuler plus de 2 000 points, 700 passes et 300 interceptions.
Elle est sélectionnée au premier tour de draft WNBA 2011 en 6e choix par les Silver Stars de San Antonio. Elle commence 9 des 34 rencontres de la saison pour des moyennes de 8,2 points, 3,9 passes décisives, 2,3 rebonds et 0,8 interception, ce qui lui vaut d'être élue dans la WNBA All-Rookie Team. En play-offs, elle obtient 5,3 points, 3,0 rebonds, 2,3 passes et 1,67 interception par rencontre.
Elle joue ensuite à l'étranger en Israël, au Maccabi Ramat Hen, avec des moyennes de 16,2 points, 4,9 rebonds, 4,8 passes décisives et 1,9 interception en 20 rencontres. À l'été 2012, elle signe pour le club turc de Tarsus Belediyesi.
Lors de la saison 2013-2014, Prague remporte le championnat et les play-offs en finissant la saison invaincu (41 victoires) et remporte de surcroît la Coupe de République tchèque.
Lors de la saison 2014-2015, USK Prague remporte l'Euroligue 72 à 68 face à l'UMMC Iekaterinbourg.
Après une saison WNBA 2016 blanche pour cause de blessure, elle est échangée par les Stars avec le Mercury en échange de la pivot remplaçante Isabelle Harrison et le cinquième choix de la draft WNBA 2017.
Lors de sa saison WNBA 2017, elle démarre 29 des 32 rencontres qu'elle joue pour des statistiques de 6,9 points et 3,4 passes décisives en 23,5 minutes de jeu, avec une pointe à 17 points, 7 passes et 5 rebonds à Dallas le 10 août. Mais elle ne passe qu'un an dans l'Arizona car elle est échangée en mars 2018 avec le choix de deuxième tour de la draft WNBA 2019 du Mercury contre le premier tour de draft WNBA 2018 du Lynx du Minnesota. Sa saison en Arizona est la moins productive de sa carrière (6,9 points et 3,4 passes décisives), confiant n'avoir pas trouvé sa place dans l'effectif. Elle arrive dans le Minnesota avec Tanisha Wright pour compenser les départs de Renee Montgomery et Jia Perkins pour lancer la quête d'un cinquième titre pour la franchise. Elle est l'une joueuses les plus rapides balle en main mais elle a la particularité de n'avoir inscrit aucun panier à trois points depuis le début de sa carrière WNBA avec 33 échecs consécutifs en six saisons. Elle connaît enfin la réussite le 11 juillet 2018 avec deux tirs réussis sur deux tentatives après 39 échecs.

## Équipe nationale
Elle figure dans la présélection pour le championnat du monde 2014 mais fait partie des joueuses invitées à le quitter avant la première rencontre amicale.

## Distinctions personnelles[3]
- NCAA Today’s Top VIII (2011)
- State Farm Coaches’ Honorable Mention All-America (2011)
- Associated Press Second Team All-America (2011)
- State Farm Coaches’ All-America Team (2010)
- Associated Press Third Team All-America (2010)
- Associated Press Honorable Mention All-America (2009)
- All-Big 12 First Team (2009, 2010, 2011)
- All-Big 12 Defensive Team (2008, 2009, 2010, 2011)
- NCAA Women’s Final Four All-Tournament Team (2010)
- NCAA Kansas City Regional All-Tournament Team (2010)
- All-Big 12 Championship Team (2010, 2011)
- NCAA Championship Oklahoma City All-Regional Team (2009)
- Big 12 Freshman of the Year (2008)
- Capital One Academic All-America Second Team (2011)
- Capital One Academic All-District First Team (2009, 2011)
- Academic All-Big 12 First Team (2009, 2010, 2011)
- WNBA All-Rookie Team 2011 [13]
- Sélection au WNBA All-Star Game 2013[14], 2014[15] et 2015[16]
- Second cinq défensif de la WNBA 2012, 2013, 2014
- Second meilleur cinq de la WNBA (2014)

## Palmarès
- Médaille d'or au Mondial universitaire 2009[3]
- Coupe de la République tchèque 2014[6]
- Championne de République tchèque 2014[6]
- Vainqueur de l'Euroligue 2015[7]